# Tor Sapienza
Tor Sapienza är Roms åttonde zon och har beteckningen Z. VIII. Zonen är uppkallad efter ett medeltida torn – Tor Sapienza. Zonen Tor Sapienza bildades år 1961.

## Kyrkobyggnader
- Nostra Signora di Czestochowa
- Sant'Anna a Tor Tre Teste
- San Cirillo Alessandrino
- San Vincenzo de' Paoli

## Övrigt
- Tor Sapienza, torn från 1200-talet
- Tor Tre Teste, torn från 1200-talet
- Casale della tenuta di Tor Sapienza
- Casale con torre Bocca di Leone
- Casale vaccheria Bocca di Leone
- Fontanile di Benedetto XIV presso l'Acquedotto Vergine
- Casale Rosso

## Kommunikationer
- Järnvägsstationer: Palmiro Togliatti, Tor Sapienza, La Rustica Città och La Rustica U.I.R.

## Bilder
| - Parco Caduti di Marcinelle. - Nostra Signora di Czestochowa. - Järnvägsstationen La Rustica Città. |